# Герб Мамадыша
Исторический герб города «Мамадыш» — административного центра Мамадышского района Татарстана Российской Федерации.

## Описание герба и его символики
Герб города Мамадыш был Высочайше утверждён 18 октября 1781 года императрицей Екатериной II вместе с другими гербами городов Казанского наместничества (ПСЗ, 1781, Закон № 15260)
Подлинное описание герба города Мамадыш гласило:

«Два серебряные серпа и въ срединѣ оных золотой снопъ пшеницы въ зеленомъ полѣ, въ знакъ изобилія сей страны всякого рода житомъ».
В верхней части щита — герб Казанского наместничества: «Змий чёрный, под короною золотою Казанскою, крылья красные, поле белое».

## История герба
Город Мамадыш известен с 1391 года как татарская деревня.
В 1781 году указом Екатерины II Мамадыш получил статус уездного города Казанского наместничества.
Герб города Мамадыш, Высочайше утверждённый в 1781 году был составлен в департаменте Герольдии при Сенате под руководством герольдмейстера, действительного статского советника Волкова А. А.
В 1859 году, в период геральдической реформы Кёне, был разработан проект нового герба уездного города Мамадыш (официально не утверждён):
«В зеленом щите золотой сноп, связанный червленой лентой, сопровождаемый 2 серебряными серпами, обращенными к снопу. В вольной части герб Казанской губернии. Щит увенчан серебряной стенчатой короной и окружён золотыми колосьями, соединёнными Александровской лентой».
В советский период герб Мамадыша (1781 года) не использовался.
В 1981 и 1994 года выпускались значки с изображением новых проектов гербов Мамадыша.
В 1981 году был выпущен значок, с таким проектом герба: «Щит четырехчастный серебряно-червлёный; поверх всего колос в столб; в первой части щита ладья над укороченным шиповидным поясом, в четвертой — подъёмный кран на основании, стоящем на укороченном шиповидном поясе; все фигуры золотые».
В 1994 году был появился значок с видоизменённым историческим гербом Мамадыша: «В зелёном поле золотой сноп льна, сопровождаемый справа и слева двумя серебряными с золотыми рукоятками серпами. В вольной части щита герб республики Татарстан».
В постсоветский период решения о возрождении или восстановлении исторического герба города в качестве официального символа Мамадыша, городскими властями не принимались.
2 ноября 2006 года решением Совета Мамадышского муниципального района был утверждён герб Мамадышского муниципального района.
За основу герба Мамадышского муниципального района был взят исторический герб уездного города Мамадыша (1781 года).